# (11707) Grigery
(11707) Grigery est un astéroïde de la ceinture principale.

## Description
(11707) Grigery est un astéroïde de la ceinture principale. Il fut découvert le 18 avril 1998 à Socorro (Nouveau-Mexique) par le projet LINEAR. Il présente une orbite caractérisée par un demi-grand axe de 2,22 UA, une excentricité de 0,16 et une inclinaison de 3,6° par rapport à l'écliptique.

## Compléments